# Nyx puyaphaga
Nyx puyaphaga là một loài bướm đêm thuộc họ Millieriidae. Nó được tìm thấy ở miền trung Chile.
Chiều dài cánh trước là 3.8-4.5 mm. Con trưởng thành bay từ tháng 11 đến tháng 12.
Ấu trùng ăn Puya alpestris.